# Paragalepsus vrydaghi
Paragalepsus vrydaghi är en bönsyrseart som beskrevs av Max Beier 1957. Paragalepsus vrydaghi ingår i släktet Paragalepsus och familjen Tarachodidae. Inga underarter finns listade i Catalogue of Life.